# Verrallina leicesteri
Verrallina leicesteri är en tvåvingeart som beskrevs av Edwards 1917. Verrallina leicesteri ingår i släktet Verrallina och familjen stickmyggor. Inga underarter finns listade i Catalogue of Life.